# Spreo
Cet article concerne le genre Spreo. Pour le nom vernaculaire, voir Spréo.
Genre
Spreo était un genre de la famille des Sturnidae, et regroupait 3 espèces de spréos. La classification du Congrès ornithologique international l'a fusionné avec le genre Lamprotornis.

## Liste d'espèces
Selon ITIS:
- Spreo albicapillus Blyth, 1856 — Spréo à calotte blanche
- Spreo bicolor (J. F. Gmelin, 1789) — Spréo bicolore
- Spreo fischeri (Reichenow, 1884) — Spréo de Fischer

Il comprenait également plus anciennement les espèces :
- Spreo superbus
- Spreo hildebrandti